# Vanderwulpia
Vanderwulpia is een geslacht van vliegen (Brachycera) uit de familie van de sluipvliegen (Tachinidae). De wetenschappelijke naam van het geslacht is voor het eerst geldig gepubliceerd in 1891 door Charles Henry Tyler Townsend. Hij koos de naam Vanderwulpia als eerbetoon aan Frederik Maurits van der Wulp, de Nederlandse entomoloog die een specialist was op het gebied van de Tachinidae.